# 1, 2, ципела се распала
Један, два, ципела се распала је дело детективске фикције Агате Кристи први пут објављена у Великој Британији од стране издавачке куће "Collins Crime Club" у новембру 1940, и у САД-у од стране издавачке куће "Dodd, Mead and Company" у фебруару 1941. године под називом од Родољубива убиства. Меко издање издања издавачке куће "Dell books" у САД-у 1953. године поново је променило наслов у Прекомерна количина смрти. Велико издање у Великој Британији продавало се за седам шилинга и шест пенија, док је америчко издање коштало 2,00 долара.
Роман је један од неколико крими романа Кристијеве у којима се појављују белгијски детектив Херкул Поаро и главни инспектор Џап. Ово је Џапово последње појављивање у оквиру романа.

## Радња
Херкула Поаро упознаје бившу глумицу Мејбел Сејнзбури-Сил док је одлазио од зубара Хенрија Морлија. При том сусрету подиже њену сјајну копчу за њу која је пала са ципеле. Касније тог дана, његов пријатељ инспектор Џап га обавештава да је Морли пронађен мртав, погођен метком у главу. Између Поароовог прегледа и Морлијеве смрти, зубар је имао три пацијента - сем Мејбел, имао је посла и са Алистером Блантом, истакнутим банкаром и грчким господином познатим само као Амбериотис. Четврта особа која је била тамо је Хауард Рејкс, амерички левичарски активиста који није волео Бланта, али је заљубљен у његову сестричину Џејне Оливеру. Амбериотис је касније пронађен мртав од прекомерне количине анестетика што доводи до уверења да га је Морли случајно убио и извршио самоубиство схвативши своју грешку. Поаро се не слаже са овим уверењем. Сазнаје да пре Морлијеве смрти његова тајница Гледис Невил није била ту због лажног брзојава и да зубар није волео њеног дечка Френка Картера.
Мејбел убрзо нестаје. После потраге је пронађено тело - унакаженог лица - у запечаћеном сандуку у стану госпође Чепмен, жене која је такође нестала. Поаро примећује старе ципеле са копчом. Стоматолошки записи убрзо откривају да је то тело госпође Чепмен. Поаро се убрзо увлачи у живот породице Блант где је два пута нек покушао да убије Бланта чији је други покушај је осујетио Рејкс. Открива се да је кривац Картер - добио је посао вртлара у кући под лажним именом и пронађен је с пиштољем у руци, истим оним којим је убин Морли. Агнес Флетчер, Морлијева служавка, касније признаје Поароу да је Картера видела на степеницама испред зубарске ординације пре Морлијеве смрти. Поаро га убрзо притиска у вези истине, знајући да ће бити осуђен за убиство и покушај убиства. Картер признаје да је, чекајући да разговара са Морлијем, видео двоје људи како напуштају његову ординацију. Када је ушао, Морли је већ био мртав.
Уз ове податке, Поаро се састаје са Блантом и разоткрива и њега и његову рођаку из Шкотске Хелен Монтресор као убице. Монтресорова је уствари Блантова прва супруга Герда коју је упознао заједно са Маејбел у Индији. Никада се није развео од ње кад се вратио у Британију и оженио својом сада покојном другом супругом Ребеком Арнхолт. Ако би његова бигамијабио била откривена, био би посрамљен и осрамоћен и изгубио би богтство које је наследио од ње. Блант није очекивао да ће наићи на Мејбел кад је напуштао Морлијеву ординацију након заказаног прегледа. Иако га је препознала, она није знала за његов нови живот. Амбериотис је касније сазнао за овај случајни сусрет и Блантову прошлост када је срео Мејбел и искористио је то знање да уцени Бланта. Блант је случајно сазнао да је Амбериотис постао нови Морлијев пацијент па су он и Герда одлучили да искористе његов стоматолошки преглед да га убију.
У јутро убиства, Герда је позвала Мејбел у стан који је обезбедила под псеудонимом госпође Чепмен и убила је да би јој украла идентитет. Затим је отишла на Мејбелин стоматолошки преглед који би требало да буде након Блантовог. Њен супруг је убио Морлија кад је завршио па прозвао следећег пацијента, а затим се претварао да одлази. Када је Герда ушла у ординацију, пустила је свог супруга да се врати унутра. Док је он скривао Морлијево тело у споредној пословници, Герда је Мејбелин и картон госпође Чепмен што је са Мејбелиним унакаженим лицем после убиства требало да заведе полицију о томе ко је тело у стану тело госпође Чепмен. Након што је његова супруга отишла, Блант се представио као Морли, знајући да Амбериотис никада раније није видела зубара. Након што га је прозвао у ординацију, Блант му је убризгао кобну количину анестетика. Када је Амбериотис отишао, Блант је Морлијево тело вратио у ординацију, поставио га да изгледа као самоубиство, а затим отишао.
Поаро открива да је план откривен са неколико чињеница - Картер је видео Бланта како напушта ординацију након Амбериотисовог прегледа док је чекао да види Морлија. Пар је послао брзојав Невиловој како би били сигурни да неће бити тамо када се Блант буде представљао као зубар. Герда је носила нове ципеле када се представила за Мејбел јер није могла да обује Мејбелиненакон што ју је убила. Иако принуђен да призна да се Блант залагао за важне ствари у јавном животу, Поаро изјављује да Блантове тврдње да је потребан у свету не оправдавају његове злочине наводећи: „Не брине мене судбина народа, господине. Него животи појединаца који имају право да им се исти не одузима“. Блант и његова супруга су предати полицији. Касније се Поаро састао са Рејксом и Оливеорм и рекао им да уживају у заједничком животу који су прижељкивали.

## Лица
- Херкул Поаро, белгијски детектив
- Главни инспектор Џап
- Хенри Морли, зубар
- Џорџина Морли, његова сестра
- Гледис Невил, Морлијева тајница
- Мартин Алистер Блант, славни и богати банкар, удовац Ребеке Арнхолт
- Џулија Оливера, његова свастика
- Џејн Оливера, његова сестричине
- Хауард Рејкс, Џејнин дечко и активиста политичке левице
- Амбериотис, пацијент који је умро због прекомерне количине анестетика
- Господин Барнс, пацијент и бивши члан МУП-а познатији и као Алберт Чепмен
- Мејбел Сејнзбури-Сил, пацијенткиња
- Френк Картер, Гледисин сумњиви дечко
- Рајли, други зубар и Морлијев ортак
- Џорџ, Поароов слуга
- Алфред Бигс, Морлијев портир
- Агнес Флечер, Морлијева служавка
- Герда Блант (девојачко Грант) прва супруга Алистера Бланта познатија и као госпођа Чепмен и Хелен Монтресор

## Објашњење наслова
Британски наслов књиге потиче из добро познате дечје истоимене песмице, а свако поглавља које одговарајнеком стиху. И друге књиге и кратке приче Агате Кристи такође садрже ову конвенцију именовања, попут дела Хикори Дикори Док, Џеп пун ражи, Пет прасића, Како расте твој врт? и најпознатији роман Десет малих црнаца. Следе стихови песмице са преводом:
One, two, buckle my shoe 

Three, four, shut the door 

Five, six, pick up sticks 

Seven, eight, lay them straight 

Nine, ten, a big fat hen 

Eleven, twelve, men must delve 

Thirteen, fourteen, maids are courting 

Fifteen, sixteen, maids in the kitchen 

Seventeen, eighteen, maids in waiting 

Nineteen, twenty, my platter's empty ...
Превод
Један, два, ципела се распала 

три, четири, птичица је заспала 

пет, шест, гранчице сакупљај 

седам, осам, и лепо их поређај 

девет, десет, кокица пуначка 

једанест, дванаест, треба да се чачка 

тринаест, четрнаест, парови по клупама 

петнаест, шеснаест, служавка на мукама 

седамнаест, осамнаест, девојка је знала 

деветнаест, двадесет завеса је пала.
Подстрекнута дечјом песмицом Агата Кристи написала је роман у ком убица убија по тој песми.

## Главне теме
Ово је први од Поарових романа који одражава свеопшти немир Другог светског рата и један је од најотворенијих политичких романа Кристијеве. Френк Картер је фашиста, а Хауард Рејкс левичар. Блантове легитимације као првака конзервативног реаговања постају очигледне у целом тексту. Ипак, с обзиром на могућност избора између ослобађања убице и хитног допуштања непријатног, али невиног човека да иде на вешала, Поаро (са изразитом невољношћу) спашава Картера.

## Књижевни значај и пријем
Морис Вилсон Дишер из часописа Време књижевности 9. новембра 1940. није био задивљен ни романом ни жанром када је у чланку под насловом "Убиство зубара" написао: „Можда је читалац који жели да буде збуњен можда најбољи судија детективска прича. Ако је тако, Агата Кристи освојила је још једну награду јер би њен нови роман требало да удовољи његовим захтевима. Али други тип читалаца сматраће га сувим и безбојним." Затим је наставио; "Чињенице су изнете у нерадосном стилу непристрасне истраге. Она убрзава живот тек када се открије побуњени леш. То је уобичајено за школу Кристијеве." Пуне ужасне појединости "које људе доводе до смрти важнији су од појединости које оживљавају људе“.
У часопису Време разматрања књиге 2. марта 1941. године, Кај Ирвин је закључио: „То је прави трилер Агате Кристи: изузетно сложен у заплету, жустро и компактно једноставан у приповедању, са брзим током несигурненеизвесности која доводи до потпуног изненађења. Завршницом књиге може се мрмљати „Умишљено" или чак „Немогуће". Али свака таква жалба биће изречена тек након завршетка приче. Пре тога неће бити времена за размишљање."
Морис Ричардсон је у издању часописа Посматрач 10. новембра 1940. изјавио: „Маштарска домишљатост краљице злочина толико је похваљена да је човек понекад склон да превиди лакоћу свог додира. Ако би госпођа Кристи писала о убиству у ПТТ-у по распореду прича би и даље била уверљиво читљива." Признао је да је „идентитет пријатеља можда мање прикривен него обично. Мотивација је климава, али појединости о траговима су сјајни“.
У часопису Скот је 26. децембра 1940. написано за књигу: „Иако побуда није очигледног реда, госпођа Кристи се на најгенијалнији начин бави загонетком и, као и обично, доноси мајсторско решење“.

## Прилагођавања

### Телевизија
Роман је прилагођен 1992. године као епизода серије Поаро, а Дејвид Сачет је тумачио насловну улогу. Екранизација је, у целини, верна књизи, али су избачени ликови Хауарда Рејкса, господина Барнса и Поароов слуге Џорџа. Морлијев зубар не презива се Рајли него Бенет. Због избацивања Рејкса, Блантова сестричина нема тако велику улогу као у роману. Екранизација за ТВ стекла је бројне похвале у неколико земаља, истичући се као једна од најмрачнијих епизода серије јер су екранизације већином биле светлијег тона.

### Радио
Роман је прилагодио Мајкл Блејквел за ББЦ Радио 4 2004. године, а Џон Мофат играо је Поароа.